# Эрмлер, Фридрих Маркович
Фри́дрих Ма́ркович Э́рмлер (настоящие имя и фамилия — Вульф Мовшевич Бреслав, в некоторых документах Владимир Михайлович Бреслав; 1 (13) мая 1898, Режица — 12 июля 1967, Комарово) — советский кинорежиссёр, актёр, сценарист; народный артист СССР (1948). Лауреат четырёх Сталинских премий (1941, 1946 — дважды, 1951).

## Биография
Вульф Бреслав родился 1 (13) мая 1898 года в Режице в бедной еврейской семье, был старшим из пятерых детей. Отец был мебельщиком, в 1905 году уехал на заработки в Америку, где умер в 1909 году, и мать воспитывала детей сама. Семья жила на Кладбищенской улице, № 10.
С двенадцати лет служил мальчиком на побегушках на аптечном складе у провизора Ляцкого. В 1916 году призван в армию, в конце 1917 года дезертировал под Ригой и вскоре прибыл в Петроград. В годы Гражданской войны служил в РККА, затем в отделе по борьбе с контрабандой ЧК (1919). В 1919 году вступил в РКП(б) и тогда же принял псевдоним Эрмлер.
В 1923—1924 годах учился на актёрском отделении Ленинградского техникума экранного искусства (ныне Санкт-Петербургский государственный университет кино и телевидения), работал в объединении «Ленинградкино». С 1924 года работал на кинофабрике «Севзапкино» (ныне киностудия «Ленфильм»).
В 1925 году организовал творческое объединение «КЭМ» (Кино-экспериментальная мастерская, совместно с Э. Ю. Иогансоном), где поставил первый свой фильм «Скарлатина».
В 1929—1931 годах учился в Коммунистической академии. Работал редактором газеты «Кино», председателем бюро РОСАРРК (Российской ассоциации работников революционной кинематографии).
В 1932 году участвовал в создании одного из первых советских звуковых фильмов «Встречный».
С 1940 года — художественный руководитель киностудии «Ленфильм». В 1941—1944 годах — кинорежиссёр Центральной объединённой киностудии художественных фильмов (ЦОКС) в Алма-Ате (ныне киностудия «Казахфильм»). Вёл курс в Техникуме сценических искусств (ныне Российский государственный институт сценических искусств). Последний его фильм — производственная драма «Победители» о строителях Цимлянской ГЭС (1952) был положен на полку. В декабре 1964 года в ЦК КПСС был показан фильм Эрмлера «Перед судом истории», который в 1965 году был отправлен на доработку, а 29 ноября 1965 года была премьера фильма.
Член СК СССР.
Фридрих Маркович Эрмлер умер 12 июля 1967 года на 70-м году жизни в посёлке Комарово, под Ленинградом. Похоронен на Богословском кладбище (прямая дорога, уч. 58).

Могила Ф. М. Эрмлера на Богословском кладбище Санкт-Петербурга.

### Семья
- Жена — Вера Александровна Бакун (1909—1988), актриса, художница, выпускница Ленинградского театрального института.
  - Сын — Марк Фридрихович Эрмлер (1932—2002), дирижёр, педагог, народный артист РСФСР (1980).

## Награды и звания
Почётные звания:
- Заслуженный деятель искусств РСФСР (1940)
- Народный артист СССР (1948)

Государственные премии:
- Сталинская премия II степени (1941) — за фильм «Великий гражданин» (1937, 1939)[11]
- Сталинская премия II степени (1946) — за фильм «Она защищает Родину» (1943)
- Сталинская премия I степени (1946) — за фильм «Великий перелом» (1945)[11]
- Сталинская премия III степени (1951) — за фильм «Великая сила» (1949)

Медали и ордена:
- Орден Ленина (1935)
- Орден Трудового Красного Знамени (1950)
- Медаль «За доблестный труд в Великой Отечественной войне 1941—1945 гг.» ([источник не указан 1515 дней])
- Медаль «В память 250-летия Ленинграда» ([источник не указан 1515 дней])

Другие награды, поощрения и общественное признание:
- МКФ в Москве (1935, Главный приз («Большой серебряный кубок») за программу к/с «Ленфильм», фильмы «Чапаев», «Юность Максима» и «Крестьяне»)
- Каннский кинофестиваль (1946, Гран-при (в числе 11 фильмов, представляющих национальные кинематографии), фильм «Великий перелом».

## Фильмография

### Актёр
- 1924 — Чай (короткометражный)
- 1924 — Скарлатина
- 1924 — Красные партизаны — политрук
- 1932 — Встречный

### Режиссёр
- 1924 — Скарлатина
- 1926 — Катька — бумажный ранет (совместно с Э. Иогансоном)
- 1926 — Дети бури (совместно с Э. Иогансоном)
- 1927 — Парижский сапожник
- 1928 — Дом в сугробах
- 1929 — Обломок империи
- 1932 — Встречный (совместно с С. Юткевичем и Л. Арнштамом)
- 1934 — Крестьяне
- 1939 — Великий гражданин
- 1940 — Бальзак в России (не был завершён)
- 1940 — Осень (короткометражный) (совместно с И. Менакером)
- 1943 — Она защищает Родину
- 1945 — Великий перелом
- 1949 — Великая сила
- 1952 — Победители (картина на экран не вышла)
- 1953 — Званый ужин (короткометражный)
- 1955 — Неоконченная повесть
- 1958 — День первый
- 1962 — Из Нью-Йорка в Ясную Поляну (короткометражный)
- 1965 — Перед судом истории — (документально-постановочный, исторический, с участием В. Шульгина)

### Сценарист
- 1929 — Обломок империи (совместно с Е. Виноградской)
- 1932 — Встречный (совместно с С. Юткевичем, Л. Арнштамом, Л. Любашевским, А. Пантелеевым, Л. Чуковской)
- 1934 — Крестьяне (совместно с М. Большинцовым, В. Портновым)
- 1939 — Великий гражданин (совместно с М. Блейманом, М. Большинцовым)
- 1949 — Великая сила

### Архивные кадры
- 1988 — Фридрих Эрмлер (документальный)
- 2002 — Кинорежиссёр: профессия и судьба (документальный, телевизионный, видео, сериал) — в серии «Фридрих Эрмлер»

## Память
- В Санкт-Петербурге, на доме по адресу: Каменноостровский проспект, дом 55, в 1969 году была установлена мемориальная доска (архитектор Т. Н. Милорадович) с текстом: «В этом доме с 1930 по 1962 год жил кинорежиссёр, народный артист СССР Фридрих Маркович Эрмлер»[12].